# Елвас (Болцано)
Елвас је насеље у Италији у округу Болцано, региону Трентино-Јужни Тирол.
Према процени из 2011. у насељу је живело 327 становника. Насеље се налази на надморској висини од 818 м.